# Katharina Herb
Katharina Herb (* 20. August 1968 in Heidelberg) ist eine deutsche Opernsängerin (Mezzosopran) und Kabarettistin.

## Leben
Die Eltern förderten ihre musikalische Begabung und ermöglichten ihr Klavier-, Geigen- und Gitarrenunterricht. Nach dem Abitur absolvierte sie ein Architekturstudium an der Hochschule in Karlsruhe. Mit dem Diplomingenieur-Abschluss trat sie in das Architekturbüro ihres Vaters ein. Sie arbeitete dort zwei Jahre um sich Architektin nennen zu dürfen, beantragte aber diese Berufsbezeichnung nie. Nebenbei studierte sie sieben Jahre Gesang unter anderem in Stuttgart bei Eugene Rabine, in München bei Josef Metternich und in Salzburg bei Marjana Lipovšek.
Nach Wirren über das Einordnen ihrer Stimmlage verließ sie als Mezzosopran im Jahre 2000 ihre letzte Station in Tel Aviv bei Tamar Rachum an der Rubin Academy of Music. Erste kleinere klassische Engagements folgten in der Kammeroper Hamburg, wo sie 2000 ihr Debüt als Dorabella in Cosí fan tutte gab.
Ihre erste eigene Kabarett-Show war 2001 in München im Wirtshaus zum Isartal. Ihr Begleiter am Akkordeon war Martin Keller. Ihre nächste Begleiterin wurde Katharina Amann, 2001 stieg diese aus. Daraufhin spielte Katharina Herb mit verschiedenen Pianisten; Am häufigsten mit Dean Wilmington, der nicht nur Klavier spielte, sondern auch Glasharfe und Didgeridoo. Es folgten Kabarett-Engagements in Deutschland, Spanien, Italien, Österreich und der Schweiz an den Bühnen Schlachthof München, Lach- und Schießgesellschaft München, Schmidt Theater Hamburg, Klapsmühl Mannheim, Senftöpfchen Köln, Kufa Koblenz, Millers Studio Zürich, Gruppe Dekadenz Brixen, Fifty-Fifty Erlangen, Brunsviga Hannover.
In der ersten klassischen Produktion als Dorabelle fiel Katharina Herbs komödiantisches Talent auf. Nebenher spielte sie bei Firmenfesten und Geburtstagen die Chansons aus den 1920er Jahren. Daraus entwickelte sich bald ein eigenes Genre, das sie Opernkabarett nannte.

## Bühnenprogramme
- 2003: Erotische Eroperungen
- 2006: Orgien in Arien
- 2008: Tenore amore
- 2010: 400 Jahre Sex in der Oper

## Auftritte in Fernsehsendungen
- 2006 WDR Kölner Treff mit Bettina Böttinger
- 2006 WDR Diven Gala Philharmonie Köln, Moderation Gerburg Jahnke
- 2007 NDR DAS! mit Bettina Tietjen
- 2007 NDR Talk mit Jörg Pilawa
- 2007 WDR Prix Pantheon (nominiert)
- 2008 BR Unter unserm Himmel
- 2008 SWR Im Rausch der Oper mit Marcus Brock
- 2010 WDR Ladies Night mit Gerburg Jahnke
- 2010 WDR Best of Ladies Night mit Gerburg Jahnke

## Auszeichnungen
- 2005 Rose der Woche der Münchener Tageszeitung (TZ)
- 2006 Kleinkunstpreis der Politur-Bühne „Is wat mit de Omma“, Köln
- 2006 Halbjahres-Preis der Schwerter Kleinkunsttage, Schwerte

## Diskografie
- Katharina Herb[2]